# عيسى غونتر
عيسى غونتر (بالألمانية: Isa Günther)‏ هي ممثلة ألمانية، ولدت في 20 مايو 1938 بميونخ في ألمانيا.

## وصلات خارجية
- عيسى غونتر على موقع IMDb (الإنجليزية)
- عيسى غونتر على موقع ألو سيني (الفرنسية)
- عيسى غونتر على موقع أول موفي (الإنجليزية)
- عيسى غونتر على موقع قاعدة بيانات الأفلام السويدية (السويدية)
- عيسى غونتر على موقع قاعدة بيانات الأفلام السويدية (السويدية)
- عيسى غونتر على موقع قاعدة بيانات الفيلم (الإنجليزية)
- عيسى غونتر على موقع كينوبويسك (الروسية)